# Empis fovea
Empis fovea är en tvåvingeart som beskrevs av Saigusa 1964. Empis fovea ingår i släktet Empis och familjen dansflugor. Inga underarter finns listade i Catalogue of Life.